# 克氏棘豆
克氏棘豆（学名：Oxytropis krylovii），为豆科棘豆属下的一个植物种。